# Daruma

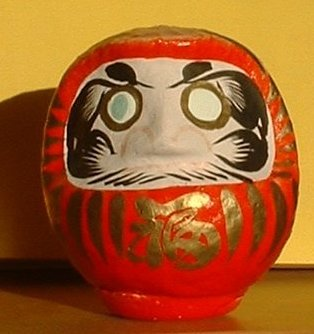
Fotografie sošky Daruma

Daruma je druh japonské sošky (panenky), která svému majiteli plní přání. Soška je vlastně zobrazením mnicha Bodhidharmy, zakladatele zen-buddhismu, a Daruma je zkratkou japonské verze jeho jména (Bodaidaruma).
Po vyslovení přání se inkoustem začerní levé oko figurky. Po splnění požadavku se začerní i oko pravé.